# Hans-Georg Behr
Hans-Georg Behr (Wenen, 1937 - Hamburg, 7 juli 2010) was een Oostenrijks journalist en schrijver.
Behr studeerde geneeskunde, psychologie en geschiedenis en werkte mee in verschillende therapeutische projecten. Als journalist schreef hij voor tijdschriften als Der Spiegel, Die Zeit, Stern, GEO, TransAtlantik en Kursbuch. Vanaf 1955 reisde hij vele malen naar het Nabije en Verre Oosten en hij woonde lange tijd in Kathmandu. Naast reportages over de door hem bezochte landen, schreef hij veel over drugshandel en de georganiseerde misdaad.
Als bekend cannabisgebruiker bepleitte Behr de decriminalisering en het gedogen van cannabis.

## Werken

### Non-fictie
- Die österreichische Provokation. Ein Mahnruf für Deutsche. Moos, München 1971; 2. bewerkt door A. Gräfelfing, 1987
- Söhne der Wüste. Kalifen, Händler und Gelehrte. Econ, Wenen/Düsseldorf, 1975
- Nepal, Geschenk der Götter. Begegnungen in und mit dem erstaunlichsten Land der Welt. Econ, Wenen/Düsseldorf, 1976
- Die Moguln. Macht und Pracht der indischen Kaiser von 1369–1857. Econ, Wenen/Düsseldorf, 1979
- Weltmacht Droge. Das Geschäft mit der Sucht. Econ, Wenen/Düsseldorf, 1980
- Von Hanf ist die Rede. Kultur und Politik einer Droge. Sphinx, Bazel, 1982
  - Geheel herziene nieuwe uitgave: Zweitausendeins, Frankfurt am Main, 1995
- Alles Kohl und was man daraus machen kann. Rezepte für schlechte Zeiten. Rowohlt, Reinbek, 1983
- Charakter-Köpfe. Der Fall F. X. Messerschmidt. Wie verrückt darf Kunst sein? (mit Herbert Grohmann und Bernd-Olaf Hagedorn). Beltz, Weinheim/Bazel, 1983
  - Opnieuw uitgegeven als Die Kunst der Mimik. Franz X. Messerschmidt und seine Charakterköpfe, ibid., 1989
- Organisiertes Verbrechen. Econ, Wenen/Düsseldorf, 1985
- Unsere Unterwelten. Reportagen und Streiflichter. Athenäum, Königstein im Taunus, 1986

### Fictie
- Ich liebe die Oper. Ein bürgerliches Leben in 2 Akten nebst 2 Ouvertüren und 1 Tableau (Für ziemlich alle & unsere Staatsanwälte & unsere anderen Mitbürger). Bühnen-Manuskript. Wenen 1969
- Werbung um Antigone. Eine abendfüllende Jause. Bühnen-Manuskript. Wenen 1969
- Winifred und Wolf. Eine historische Posse mit Gesang für eine Schauspielerin und zwei Schauspieler (von denen einer auch Klavier spielen kann). Met een essay van Karl Markus Michel. Zweitausendeins, Frankfurt am Main 1998
- Fast eine Kindheit (Autobiographischer Roman). Eichborn (Die Andere Bibliothek 212), Frankfurt am Main 2002
  - als pocketuitgave: BVT, Berlijn 2004, ISBN 3-8333-0049-3
- Fast ein Nomade. Zsolnay, Wenen 2009, ISBN 978-3-552-05392-2